# Asianidia asiatica
Asianidia asiatica är en insektsart som först beskrevs av Kusnezov 1932.  Asianidia asiatica ingår i släktet Asianidia och familjen dvärgstritar. Inga underarter finns listade i Catalogue of Life.